# Krou
Кроў (Kroŭ, Krou) – Białorusin, znany białoruski muzyk, raper, aktor teatru i kina niezależnego, publicysta (zakres polityka i gospodarka); producent TV, twórca i prowadzący programu o hip-hopie Black Beat w Radio Racyja (Grodno/Białystok – 98,1FM); autor, reżyser, współproducent i prowadzący edukacyjno-rozrywkowego programu dla młodzieży YoLife! w niezależnej białoruskiej telewizji – БелСат (TVP Białoruś), właściciel wytwórni muzycznej Ambasada Music Group, kompanii KROU Entertainment, biznesmen, założyciel i lider pierwszego białoruskojęzycznego w Białorusi zespołu hip-hopowego Чырвоным па Белым (ЧпБ) (pol. Czerwonym po Białym (CzpB)).

## Twórczość
- Pionier białoruskojęzycznego Rapu
- Założyciel i lider zespołu Чырвоным па Белым (ЧпБ) (pol. Czerwonym po Białym (CzpB), w twórczości ostro krytykuje rządy i politykę prezydenta Łukaszenki, przez co jest muzykiem zakazanym w ojczystym kraju
- Ambasadar KROU – projekt solowy (twórczość solowa w mainsteamowym, klubowym stylu)
- Występuje w popularnym warszawskim teatrze Stara ProchOFFnia
- Zagrał pierwszoplanową rolę (szefa dresiarzy) w sensacyjnej komedii "Piąty Zmysł" w reżyserii Piotra Kochańskiego, u boku gwiazd polskiego kina współczesnego, m.in. Andrzeja Andrzejewskiego, Tomasza Borkowskiego
- pisze książkę o gospodarce, skierowaną do młodzieży
- jeden z najbardziej znanych w Białorusi zwolenników i promotorów konserwatywnego liberalizmu
- współpracuje z wieloma znanymi polskimi i rosyjskimi rapperami (m.in. donGURALesko, Wall-E, Duże Pe)

## Dyskografia

### Albumy
- Актуальная Тэматыка (pol.Aktualna Tematyka) – (LP 2004, nielegal, Mińsk, AmbasadaMG)
- Вулічныя Байцы (pol. Uliczni Wojownicy) – (EP 2005, nielegal, Mińsk, AmbasadaMG)
- Найлепшае 2004-2005 (pol.Najlepsze 2004-2005) – (LP 2006, Mińsk, AmbasadaMG, VoliaMusic)
- Крывавы Сакавік (pol. Krwawy Marzec) – (LP 2007, Mińsk, AmbasadaMG)

## Składanki
- Песьні свабоды (2006)
- Чарнобыльскі вецер (2006)
- Песьні свабоды-2 (2006)
- Прэм'ер Тузін 2006 (2006)
- Песьні на вершы Новіка-Пяюна (2007)
- Песьні свабоды-3 (2007)
- Трыб’ют А.Мельнікава (2007)

## Zespół
MC:
- Krou
- Realize

DJ’s:
- DJ Spox (Polska)